# Директор по маркетингу
Директор по маркетингу (англ. chief marketing officer (CMO)) — руководитель, относящийся к категории топ-менеджмента, высшего руководства предприятия. Определяет маркетинговую стратегию предприятия, принимает решения на высшем уровне, руководит работой маркетинговой службы.
Отличительной особенностью данной должности стал небывало низкий срок службы по сравнению с другими должностями такого уровня на предприятии. По данным Forbes на конец 2008 года средний срок в должности CMO составляет 28 месяцев. При этом средний срок пребывания в должности CIO (директор по информационным технологиям) 38 месяцев, а в CEO (генеральный директор) составляет 46 месяцев.